# Antti Ruuskanen
Antti Ruuskanen, född 21 februari 1984 i Pielavesi, är en finländsk friidrottare.
Ruuskanen blev olympisk silvermedaljör i spjutkastning vid sommarspelen 2012 i London. Han vann också guld under Friidotts EM 2014.